# Finn Surlyk
Finn Christian Surlyk (født 17. marts 1943)  er en dansk geolog og professor, som har ydet betydelige indsatser inden for palæontologi og oliegeologi, med særligt fokus på Danmarks og Østgrønlands Mesozoikum, som er emne for både hans guldmedaljeafhandling og doktordisputats.
Finn Surlyk har i sit lange videnskabelige virke både været tilknyttet Københavns Universitet og Grønlands geologiske Undersøgelse. I 2003 modtog han sammen med Jon Ineson Danmarks Geologipris for deres bidrag til og redaktionelle indsats med bogen The Jurassic of Denmark and Greenland.

## Karriere
Surlyk blev i 1968 cand. scient. i geologi fra Københavns Universitet, dernæst i 1971 Ph.D. og i 1978 dr. scient. fra samme sted, som han hele sin karriere har været tilknyttet, først som amanuensis og dernæst lektor, indtil han i 1989 blev professor i sedimentære bassiners geologi, fra 2013 som professor emeritus. Sideløbende hermed blev Surlyk 1981 afdelingsleder og i 1984 forskningsprofessor ved Grønlands geologiske Undersøgelse.

## Hædersbevisninger
- Medlem af Det Kongelige Danske Videnskabernes Selskab (1986)
- Honorary Fellow of the Geological Society of London (1991)
- DONGs Hæderslegat (1999)
- Danmarks Geologipris (2003)
- Stenomedaljen (2009)[3][4]
- Grover E. Murray Distinguished Educator Award of the American Association of Petroleum Geologists - AAPG (2009)
- Honorary Member of the International Association of Sedimentologists - IAS (2018)[3]

Surlyk er Ridder af 1. grad af Dannebrog.